# ملیسا لورن
ملیسا لورن (به فرانسوی: Melissa Lauren) (زادهٔ ۱۶ اکتبر ۱۹۸۴ در لاروش در شارنت-ماریتیم در فرانسه) بازیگر و کارگردان فیلم‌های پورنو اهل فرانسه است.

## زندگی
ملیسا تحصیلاتش را در رشته آشپزی به مدت ۳ سال ادامه داد و بعد در یک شیرینی فروشی به عنوان سر آشپز مشغول به کار شد.
او ۶ روز پس از خواندن یک اگهی در روزنامه از کارگردان فیلمهای پورنو در فرانسه به نام ژان ب. روت در ژوئن ۲۰۰۳ اولین فیلمش را بازی کرد.
در نوامبر ۲۰۰۶ ملیسا اعلام کرد که دیگر نمی‌خواهد در فیلمهای پورنو با جنس مخالف بازی کند و می‌خواهد تمرکز خود را در کارگردانی روی این رشته بگذارد. اما او به‌طور انفرادی کار خود را ادامه داد به خصوص در عکس‌های پورن.
او هم‌اکنون چندین فیلم را کارگردانی کرده‌است. او در ورودی وبلاگش در مای‌اسپیس گفته‌است که قراردادی را با کمپانی معروف فرانسه مارک دورسل امضا کرده‌است و در اواخر سال ۲۰۰۷ او در یک صحنه همبستری گروهی با ۴ مرد نقش آفرینی کرد. او همچنین ثابت کرد که هنوز می‌تواند با جنس مخالفش بازی کند و آن نقش را متوقف نکرده‌است. وی همچنین اظهار داشته‌است که به این زودی‌ها قصد بازنشستگی را در این صنعت ندارد.
سینه‌های برجسته و باسن خوش فرم ملیسا، او را به یکی از خوش استیل‌ترین بازیگران اروپایی پورن تبدیل کرده. او به عنوان یک بازیگر پورنو در شات‌های سکس مقعدی، دهان به مقعد و سکس دهانی ته‌گلویی، نقش آفرینی کرده‌است. او همچنین یک تتو در بازوی راستش دارد که معنی غذا دادن در زندان همانا و نابود کردن همانا را دارد.

## جوایز
- AVN ۲۰۱۷ برای بهترین استایل و بدن